# 115254 Fényi
A 115254 Fényi (ideiglenes jelöléssel 2003 SF158) a Naprendszer kisbolygóövében található aszteroida. Sárneczky Krisztián és Sipőcz Brigitta fedezték fel 2003. szeptember 22-én.
Nevét Fényi Gyula (1845 – 1927) jezsuita szerzetes, tanár, csillagász után kapta.